# Hey God
Hey God è una canzone dei Bon Jovi, scritta da Jon Bon Jovi e Richie Sambora. È stata estratta come quinto e ultimo singolo dal sesto album in studio del gruppo, These Days, nel giugno del 1996. Ha ottenuto riconoscimenti significativi solo nel Regno Unito, dove ha raggiunto la posizione numero 13 della Official Singles Chart.

## Informazioni sulla canzone
Come molte altre canzoni dell'album These Days, Hey God è stata definita come uno dei brani più "dark" tra quelli mai scritti dai Bon Jovi. Il testo tratta di diverse storie di persone che vivono un'esistenza sull'orlo del baratro e della disperazione, tra cui troviamo un padre la cui famiglia - come recita un verso della traccia - è "two paychecks away from living out on the street" ("lontana due rate dall'andare a vivere per strada"), una madre vedova con un figlio ribelle condannato per aver ucciso un poliziotto, ed infine un giovane cresciuto in un ghetto. Durante il brano, ognuno di questi personaggi chiede aiuto spirituale.
Il chitarrista Richie Sambora dichiarò che l'ispirazione per scrivere la canzone gli venne quando, seduto nella sua limousine, vide all'esterno una calca di derelitti abbandonati in dei cartoni su un marciapiede. Il senso di colpa per questo fu immenso in Richie e, parlando dell'argomento con Jon Bon Jovi, decise di scrivere il brano assieme a lui.
Le tematiche e l'atmosfera più cupa rimandano a uno stile maggiormente influenzato dal movimento post-grunge, molto distante rispetto alla abituale proposta sonora dei Bon Jovi.

## Esibizioni dal vivo
La canzone, come molte altre provenienti dall'album These Days, fu suonata dai Bon Jovi con regolarità solo durante il These Days Tour, per poi venire quasi del tutto dimenticata dal gruppo stesso. Il brano tornò nelle scalette soltanto nel 2008, quando la band lo propose in alcuni concerti del Lost Highway Tour. Una performance dal vivo della canzone è presente nel video concerto Live from London.
Si tratta di delle poche canzoni dei Bon Jovi che non è accompagnata da cori; quando riprodotta dal vivo, Jon Bon Jovi suona il tamburello.

## Video musicale
Il video musicale della canzone è stato diretto da Matt Mahurin e vede i Bon Jovi suonare esibirsi in un'ambientazione cupa e fumosa. A fare da contorno, ci sono delle scene che mostrano diverse persone che vivono in condizioni disagiate. Si tratta del primo video in cui Jon Bon Jovi appare con i capelli molto corti, tagliati in quel periodo per le riprese del film The Leading Man.

## Tracce
Versione britannica (CD1)
1. Hey God (versione ridotta) – 4:47 (Jon Bon Jovi, Richie Sambora)
2. The End – 3:39 (Bon Jovi, Sambora, David Bryan)
3. When She Comes – 3:29 (Bon Jovi, Sambora, Bryan)
4. Hey God (Live) – 7:47 (Bon Jovi, Sambora)

Versione britannica (CD2)
1. Hey God (versione ridotta) – 4:47 (Bon Jovi, Sambora)
2. House of the Rising Sun (Live) – 4:00 (Alan Price)
3. Livin' on a Prayer – 4:12 (Bon Jovi, Sambora, Desmond Child)

Versione tedesca
1. Hey God (versione ridotta) – 4:47 (Bon Jovi, Sambora)
2. When She Comes – 3:29 (Bon Jovi, Sambora, Bryan)
3. The End – 3:39 (Bon Jovi, Sambora, Bryan)
4. These Days (Live) – 5:57 (Bon Jovi, Sambora)

Le tracce dal vivo sono state registrate al Johannesburg Stadium, in Sudafrica, il 1º dicembre 1995 (Hey God e These Days) e al Count Basy Theater di Red Bank, in New Jersey, il 21 dicembre 1995 (House of the Rising Sun).

## Classifiche
| Classifica (1996) | Posizione massima |
| ----------------- | ----------------- |
| Europa            | 58                |
| Finlandia         | 18                |
| Francia           | 56                |
| Irlanda           | 21                |
| Paesi Bassi       | 27                |
| Regno Unito       | 13                |